# Estadio Cuauhtémoc
El Estadio Cuauhtémoc es un estadio de fútbol ubicado en la ciudad de Puebla de Zaragoza (México). Es la casa del Club Puebla de la Primera División de México. Ha sido sede mundialista en dos ocasiones: 1970 y 1986.
El estadio Cuauhtémoc, también llamado "Coloso de Maravillas", es el quinto estadio con mayor capacidad en México después de los estadios Azteca, Olímpico Universitario, Jalisco, Estadio BBVA con una capacidad aproximada de 51 726 espectadores y también es el estadio más alto de México con 45.9 metros de altura desde nivel de calle al techo.
A partir de su reinauguración el 18 de noviembre de 2015, el estadio Cuauhtémoc se convirtió en el primer estadio en México y América Latina en estar completamente cubierto con una fachada de ETFE. Estadios europeos cómo el Allianz Arena o el Nuevo San Mamés están hechos con este mismo material.

## Historia
El estadio Cuauhtémoc fue proyectado en 1965 por el arquitecto mexicano Pedro Ramírez Vázquez, quien también diseñó el estadio Azteca y la basílica de Guadalupe. Fue inaugurado el 6 de octubre de 1968 durante la preinauguración de los Juegos Olímpicos de México 1968 con dos partidos: en el partido inaugural se enfrentaron el local Puebla contra el América, y en el partido estelar la selección mexicana empató a un tanto con su similar de Checoslovaquia. 

### Copa Mundial de 1970
El estadio Cuauhtémoc fue sede de la selección de fútbol de Uruguay en este mundial. En el partido inaugural, el 2 de junio de 1970, Uruguay venció 2-0 a Israel. Los otros dos partidos celebrados en este estadio fueron contra Italia y contra Suecia. Durante esta fase, se vio la actuación de jugadores italianos que luego participaron en la final del mundial, como Alessandro Mazzola y Luigi Riva.

### Copa Mundial de 1986
México fue la sede de la decimotercera Copa Mundial de la FIFA y se convertía así en el primer país que organizaba la competición por segunda ocasión. 
La designación de México se dio tras la renuncia de Colombia, debido a que en 1983 anunció que no podía hacer frente a la organización del torneo de fútbol más importante del mundo. Para este mundial, Puebla jugó un papel más importante que en el de 1970. En la primera ronda fue sede de la selección nacional campeona del mundo, Italia. 
En el enfrentamiento ante Argentina, Diego Armando Maradona marcó el gol del empate contra los italianos. No sería la única vez que los argentinos jugarían en el Estadio Cuauhtémoc. En octavos de final, Argentina protagonizó un clásico sudamericano contra Uruguay, donde los albicelestes se volvieron a alzar con la victoria. En la ronda de cuartos de final siguió un partido entre España y Bélgica, donde la escuadra de Emilio Bultragueño perdió en la tanda de penales. Más adelante, en el partido por el tercer lugar, la escuadra francesa se llevó el premio de consolación, ganándole por 4-2 a los mismos belgas.

## Remodelación de 2015

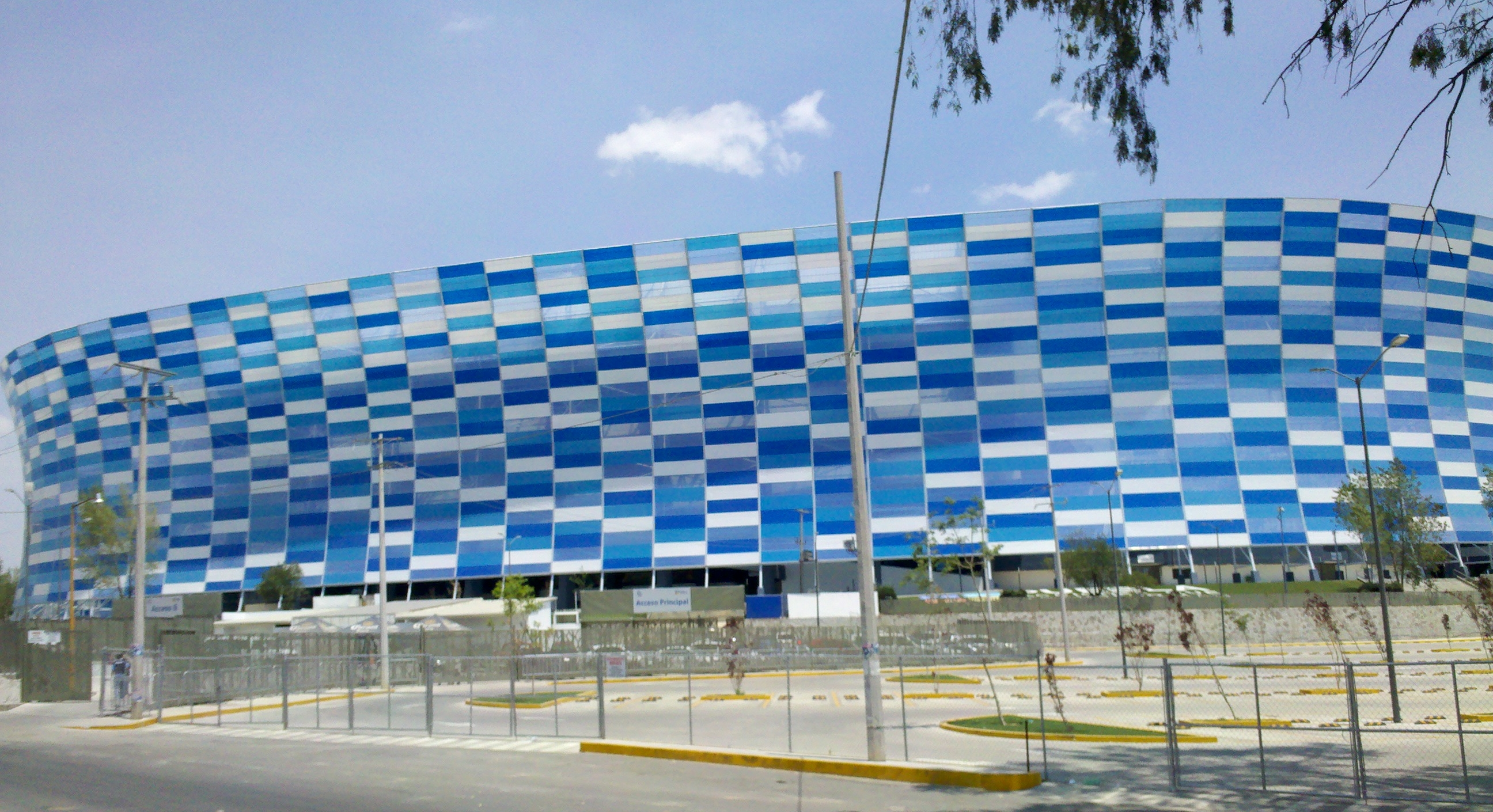
Estadio Cuauhtémoc remodelado.

El 5 de diciembre de 2013 se anunció la remodelación total del estadio Cuauhtémoc por parte del Gobierno del Estado de Puebla. 
Las obras empezaron en el mes de noviembre de 2014. El aforo del nuevo coloso creció de 42 648 lugares a 51 726, gracias a la construcción de dos rampas en las cabeceras norte y sur, además de 80 nuevos palcos divididos en dos niveles, con 15 y 12 lugares.
El innovador diseño estuvo a cargo de la empresa Acapro de Hidalgo, la cual propuso un diseño con ETFE por la cantidad de ventajas que eso tendría sobre cristal y cualquier otro material. Gracias a esto se redujo casi en un 40% el peso de la estructura metálica y el presupuesto global. El material estrella, ETFE, es anticorrosión, resiste rayos ultravioleta, pesa 100 veces menos que el vidrio y deja pasar más luz. Puede soportar todas las agresiones climatológicas (hielo, lluvia, humedad) por más de 25 años. No hay riesgo de contaminación durante las fases de fabricación, ni en las fases de reciclado, es fácil de limpiar y se le considera un material ecológico.   
El Estadio Cuauhtémoc es el primer estadio en México y América Latina en estar completamente cubierto con una fachada de ETFE —Etileno-TetraFluoro-Etileno—, material utilizado en varios estadios europeos como el Allianz Arena de Múnich o el recién estrenado estadio San Mamés (2013) en Bilbao. Se trata de un material innovador, flexible y duradero utilizado por la NASA  y en proyectos mundiales como el Centro Acuático Nacional de Pekín  para las olimpiadas de Beijing. 
El remodelado Estadio Cuauhtémoc ha llamado la atención de medios nacionales e internacionales por su innovadora y moderna apariencia. Tal fue el caso del 13 de noviembre cuando varios estadios del mundo se solidarizaron por los atentados de París y se iluminaron con los colores nacionales de Francia. Leer aquí: 

## Galería de imágenes
|                                                              |
| Vista de la rampa poniente en el partido contra Boca Juniors |

|                                                              |
| Vista de la nueva rampa norte, foto tomada desde la zona sur |

|                                                             |
| Vista de la rampa oriente en el partido contra Boca Juniors |

|                                                |
| Vista del Cuauhtémoc antes de la remodelación. |

|                                                            |
| Partido entre Puebla vs San Luis antes de la remodelación. |

## Ubicación
El Estadio Cuauhtémoc se ubica en la Calzada Ignacio Zaragoza s/n, Col. Unidad Deportiva, Puebla, Puebla. México. C.P. 72220.

## Eventos internacionales
- Copa Mundial de Fútbol de 1970
- Copa Mundial de Fútbol de 1986
- Juegos Olímpicos de 1968
- Copa de Campeones de la CONCACAF
- Copa Mundial de Fútbol Juvenil de 1983
- Campeonato Sub-20 de la Concacaf de 2013
- Copa Libertadores 2016

## Partidos internacionales

### Selección mexicana como local
| Clasificación para el Mundial de 2006; 13 de octubre de 2004 | México                     | 3:0 (1:0) | Trinidad y Tobago | Estadio Cuauhtémoc, Puebla                                  |                                                             |
|                                                              | Sinha 19' · Lozano 55' 84' | Reporte   |                   | Asistencia: 37 000 espectadores Árbitro(s): Rodolfo Sibrian | Asistencia: 37 000 espectadores Árbitro(s): Rodolfo Sibrian |

| Amistoso; 9 de septiembre de 2007 | México           | 1:0 (1:0) | Panamá | Estadio Cuauhtémoc, Puebla de Zaragoza |                       |
|                                   | Baloy 33' (a.g.) | Reporte   |        | Árbitro(s): Alex Prus                  | Árbitro(s): Alex Prus |

| Amistoso; 12 de octubre de 2024 | México                | 2:2 (2:0) | Valencia C. F. | Estadio Cuauhtémoc, Puebla de Zaragoza |                                   |
| 20:00                           | Vega 8' · Herrera 33' | Reporte   | Gómez 43', 62' | Árbitro(s): Juan Gabriel Calderón      | Árbitro(s): Juan Gabriel Calderón |

### Partidos Olímpicos

#### México 1968
Primera Fase Grupo A
| 13 de octubre de 1968 | Francia                                 | 3:1 (0:0) | Guinea    | Estadio Cuauhtémoc, Puebla                                              |                                                                         |
|                       | Hallet 61' Horlaville 64' Perrigaud 70' |           | Maxim 79' | Asistencia: 10.000 espectadores Árbitro(s): Milivoje Gugulovic (Serbia) | Asistencia: 10.000 espectadores Árbitro(s): Milivoje Gugulovic (Serbia) |

| 15 de octubre de 1968 | Guinea                  | 3:2 (1:0) | Colombia               | Estadio Cuauhtémoc, Puebla                                               |                                                                          |
|                       | Ndogo 26' Bouya 58' 84' |           | Santa 49' Mosquera 66' | Asistencia: 10.000 espectadores Árbitro(s): Dimitar Rumenchev (Bulgaria) | Asistencia: 10.000 espectadores Árbitro(s): Dimitar Rumenchev (Bulgaria) |

| 17 de octubre de 1968 | Colombia            | 2:1 (1:0) | Francia        | Estadio Cuauhtémoc, Puebla                                                     |                                                                                |
|                       | Hoyos 14' Bouya 35' |           | Teamboueon 59' | Asistencia: 10.000 espectadores Árbitro(s): Dimitar Rumenchev (Checoslovaquia) | Asistencia: 10.000 espectadores Árbitro(s): Dimitar Rumenchev (Checoslovaquia) |

Primera Fase Grupo B
| 14 de octubre de 1968 | Japón                | 3:1 (1:1) | Nigeria   | Estadio Cuauhtémoc, Puebla                                                       |                                                                                  |
|                       | Kamamoto 24' 72' 89' |           | Okoye 33' | Asistencia: 10.000 espectadores Árbitro(s): Ramon Sagastume Mármol (El Salvador) | Asistencia: 10.000 espectadores Árbitro(s): Ramon Sagastume Mármol (El Salvador) |

| 16 de octubre de 1968 | Brasil     | 1:1 (1:0) | Japón        | Estadio Cuauhtémoc, Puebla                                         |                                                                    |
|                       | Ferreti 9' |           | Watanabe 83' | Asistencia: 10.000 espectadores Árbitro(s): George Lamptey (Ghana) | Asistencia: 10.000 espectadores Árbitro(s): George Lamptey (Ghana) |

| 18 de octubre de 1968 | Brasil                                    | 3:3 (0:3) | Nigeria                       | Estadio Cuauhtémoc, Puebla                                            |                                                                       |
|                       | Ferreti 50' Olumodeji 59' (a.g.) Tiao 65' |           | Teamboueon 10' 41' Anieke 19' | Asistencia: 10.000 espectadores Árbitro(s): Seyoum Tarekegn (Etiopía) | Asistencia: 10.000 espectadores Árbitro(s): Seyoum Tarekegn (Etiopía) |

Cuartos de Final
| 20 de octubre de 1968 | México                 | 2:0 (1:0) | España | Estadio Cuauhtémoc, Puebla                                              |                                                                         |
|                       | Morales 34' Pereda 48' |           |        | Asistencia: 10.000 espectadores Árbitro(s): Milivoje Gugulović (Serbia) | Asistencia: 10.000 espectadores Árbitro(s): Milivoje Gugulović (Serbia) |

### Partidos Mundialistas

#### México 1970
| 2 de junio de 1970 | Uruguay                | 2:0 (1:0) | Israel | Estadio Cuauhtémoc, Puebla                                            |                                                                       |
|                    | Maneiro 23' Mugica 50' |           |        | Asistencia: 20.654 espectadores Árbitro(s): Robert Davidson (Escocia) | Asistencia: 20.654 espectadores Árbitro(s): Robert Davidson (Escocia) |

| 6 de junio de 1970 | Uruguay | 0:0 | Italia | Estadio Cuauhtémoc, Puebla                                                      |  |
|                    |         |     |        | Asistencia: 29.968 espectadores Árbitro(s): Rudolf Gloeckner (Alemania Federal) |  |

| 10 de junio de 1970 | Suecia    | 1:0 (0:0) | Uruguay | Estadio Cuauhtémoc, Puebla                                                  |                                                                             |
|                     | Grahn 90' |           |         | Asistencia: 18.163 espectadores Árbitro(s): Henry Landauer (Estados Unidos) | Asistencia: 18.163 espectadores Árbitro(s): Henry Landauer (Estados Unidos) |

#### México 1986
| 5 de junio de 1986 | Italia           | 1:1 (1:1) | Argentina    | Estadio Cuauhtémoc, Puebla                                            |                                                                       |
|                    | Altobelli 6' (p) |           | Maradona 34' | Asistencia: 32.000 espectadores Árbitro(s): Jan Keizer (Países Bajos) | Asistencia: 32.000 espectadores Árbitro(s): Jan Keizer (Países Bajos) |

| 10 de junio de 1986 | Corea del Sur    | 2:3 (0:1) | Italia                            | Estadio Cuauhtémoc, Puebla                                               |                                                                          |
|                     | Choi 62' Huh 83' |           | Altobelli 17', 73' Cho 82' (a.g.) | Asistencia: 20.000 espectadores Árbitro(s): David Socha (Estados Unidos) | Asistencia: 20.000 espectadores Árbitro(s): David Socha (Estados Unidos) |

Octavos de Final

| 16 de junio de 1986 | Argentina    | 1:0 (1:0) | Uruguay | Estadio Cuauhtémoc, Puebla                                         |                                                                    |
|                     | Pasculli 42' |           |         | Asistencia: 26.000 espectadores Árbitro(s): Luigi Agnolin (Italia) | Asistencia: 26.000 espectadores Árbitro(s): Luigi Agnolin (Italia) |

Cuartos de Final

| 22 de junio de 1986 | España    | 1:1 (1:1, 0:1) | Bélgica       | Estadio Cuauhtémoc, Puebla                                                        |                                                                                   |
|                     | Señor 85' |                | Ceulemans 35' | Asistencia: 45.000 espectadores Árbitro(s): Sigfried Kirschen (Alemania Oriental) | Asistencia: 45.000 espectadores Árbitro(s): Sigfried Kirschen (Alemania Oriental) |

| Tanda de Penales |  |     |  |              |
| Señor            |  | 1:1 |  | Claesen      |
| Eloy             |  | 1:2 |  | Scifo        |
| Chendo           |  | 2:3 |  | Broos        |
| Butragueño       |  | 3:4 |  | Vervoort     |
| Muñoz            |  | 4:5 |  | Van der Elst |
|                  |  |     |  |              |

Tercer Lugar

| 28 de junio de 1986 | Francia                                             | 4:2 (2:1, 2:2) | Bélgica                   | Estadio Cuauhtémoc, Puebla                                               |                                                                          |
|                     | Ferreri 27' Papin 43' Genghini 104' Amoros 111' (p) |                | Ceulemans 11' Claesen 73' | Asistencia: 21.000 espectadores Árbitro(s): George Courtney (Inglaterra) | Asistencia: 21.000 espectadores Árbitro(s): George Courtney (Inglaterra) |